# Prosena lurida
Prosena lurida là một loài ruồi trong họ Tachinidae.